# Pena (mitologia)
Pena (em latim: Poena), na mitologia romana, é a deusa do castigo e a ajudante de Nêmesis nessa tarefa. Pena significa "primeiro raio do sol". É um nome próprio e seu masculino é Apena, que também aparece como "aquele que enxerga longe".